# خواهران (فیلم ۱۹۷۳)
خواهران (انگلیسی: Sisters) فیلمی در ژانر ترسناک به کارگردانی برایان دی پالما است که در سال ۱۹۷۳ منتشر شد. از بازیگران آن می‌توان به مارگوت کیدر، چارلز دارنینگ، ویلیام فینلی، برنارد هاگز و المپیا دوکاکیس اشاره کرد.